# Doki Doki Love
Doki Doki Love (en japonés ドキドキLOVE) es el primer álbum de estudio en japonés del grupo femenino surcoreano Rocket Punch. Fue publicado el 5 de octubre de 2022 a través de Yoshimoto Music, su sello discográfico distribuidor en Japón, y contiene diez pistas, incluyendo su sencillo principal, también titulado «Doki Doki Love».

## Antecedentes y lanzamiento
Tras el exitoso lanzamiento de su sencillo en japonés titulado «Fiore» el 29 de junio de 2022, Woollim Entertainment, sello discográfico de Rocket Punch, anunció a través de sus redes sociales oficiales el 6 de septiembre que el grupo lanzaría su primer álbum de estudio en japonés el 5 de octubre de 2022, bajo el título de Doki Doki Love. El anuncio vino acompañado de un póster conceptual de todas las miembros en un entorno rosado y rodeadas de globos del mismo color.
El álbum, que fue lanzado en tres versiones distintas, cuenta con diez pistas, incluyendo su sencillo principal también titulado «Doki Doki Love», además de los sencillos japoneses previamente publicados «Bubble Up!» (2021) y «Fiore» (2022), y las versiones en japonés de tres de sus sencillos coreanos principales, «Bim Bam Bum» (2019), «Bouncy» (2020) y «Ring Ring» (2021). El lanzamiento incluye una versión especial junto a un DVD que contiene material audiovisual exclusivo.
El álbum fue lanzado el 5 de octubre de 2022 junto con el vídeo musical de su sencillo principal homónimo a través de YouTube.

## Lista de canciones
| CD / Descarga digital |                                 |                                                      |                                                                             |                                                               |          |  |
| N.º                   | Título                          | Letras                                               | Música                                                                      | Arreglos                                                      | Duración |  |
| 1.                    | «Bubble Up!»                    | Yhanael                                              | Yhanael, Don                                                                | Don                                                           | 3:16     |  |
| 2.                    | «Doki Doki Love (ドキドキLove)» | Ui Mihara                                            | Dan Tudor-Price, Justin Reinstein, Anna Timgren                             | Dan Tudor-Price, Justin Reinstein, Anna Timgren               | 3:39     |  |
| 3.                    | «Jolly Jolly»                   | Yhanael                                              | Yhanael, Don                                                                | Don                                                           | 3:20     |  |
| 4.                    | «PiTaPa (ピタパ)»               | Ayaka Yahagi                                         | Lee SUA, Kang Woong-rae, Bae Seung-hyuk (PPPlayers(ELDORADO))               | Lee SUA, Kang Woong-rae, Bae Seung-hyuk (PPPlayers(ELDORADO)) | 3:27     |  |
| 5.                    | «Let's Dance»                   | Yhanael                                              | Kwon Eunbi, Shin Yong Soo (Psycho Tension), Jeong Seongmin (Psycho Tension) | Mollo                                                         | 3:09     |  |
| 6.                    | «Fiore»                         | Yhanael                                              | Yhanael, Don                                                                | Yhanael, Don                                                  | 3:08     |  |
| 7.                    | «Wonderland»                    | Yhanael                                              | CHESHIRECAT (Doyong KIM)                                                    | CHESHIRECAT (Doyong KIM)                                      | 3:33     |  |
| 8.                    | «Bim Bam Bum» (Japanese ver.)   | Iggy (Oreo), Yongbae                                 | Iggy (Oreo), Yongbae                                                        | Iggy (Oreo), Yongbae                                          | 3:18     |  |
| 9.                    | «Bouncy» (Japanese ver.)        | Code 9, Puravida                                     | Code 9, Puravida                                                            | Code 9                                                        | 3:31     |  |
| 10.                   | «Ring Ring» (Japanese ver.)     | PERRIE, RYVNG (Stupid Squad), Maynine (Stupid Squad) | PERRIE, RYVNG (Stupid Squad), Maynine (Stupid Squad)                        | RYVNG (Stupid Squad), Maynine (Stupid Squad), Jang Daehyun    | 3:05     |  |
| 33:26                 |                                 |                                                      |                                                                             |                                                               |          |  |

| Fanclub Version |                            |          |  |
| N.º             | Título                     | Duración |  |
| 11.             | «Rocket Punch Radio Vol.3» |          |  |
| 12.             | «Rocket Punch Radio Vol.4» |          |  |

| DVD |                                                |          |  |
| N.º | Título                                         | Duración |  |
| 1.  | «Behind the scenes in JAPAN»                   |          |  |
| 2.  | «Rocket Punch Radio in JAPAN» (~Special ver.~) |          |  |
| 3.  | «The summer vacation in JAPAN»                 |          |  |

## Historial de lanzamiento
| País  | Fecha                | Formato                           | Sello           |
| ----- | -------------------- | --------------------------------- | --------------- |
| Japón | 5 de octubre de 2022 | CD DVD Descarga digital streaming | Yoshimoto Music |